# Pacific Tri-Nations 1991
Das Pacific Tri-Nations 1991 war die neunte Ausgabe des Rugby-Union-Turniers Pacific Tri-Nations. Dabei spielten die Nationalmannschaften von Fidschi, Westsamoa und Tonga um den Titel des Ozeanien-Meisters. Nach drei Spielen, in denen die drei Teilnehmer jeweils einmal gegen die beiden anderen Teams antraten, sicherte sich Westsamoa zum dritten Mal den Titel.

## Tabelle
|    | Land      | Spiele | Siege | Unent. | Ndlg. | Spiel- punkte | Diff. | Tabellen- punkte |
| -- | --------- | ------ | ----- | ------ | ----- | ------------- | ----- | ---------------- |
| 1. | Westsamoa | 2      | 2     | 0      | 0     | 81:36         | + 45  | 4                |
| 2. | Fidschi   | 2      | 1     | 0      | 1     | 57:44         | + 13  | 2                |
| 3. | Tonga     | 2      | 0     | 0      | 2     | 17:75         | − 58  | 0                |

## Ergebnisse
| 28. Mai 1991 | Tonga                                                | 13 : 41 | Westsamoa                                                                              | Teufaiva Sport Stadium, Nukuʻalofa |
| 28. Mai 1991 | Versuche: Toma Vaʻenuku Erhöhungen: 1 Straftritte: 1 | Bericht | Versuche: Faʻamasino (4) Perelini Vaega Vaifale Erhöhungen: Vaea (3) Straftritte: Vaea | Teufaiva Sport Stadium, Nukuʻalofa |

| 1. Juni 1991 | Fidschi                                                                                            | 40 : 23        | Westsamoa                                                                            | Apia Park, Apia Zuschauer: 10.000 Schiedsrichter: Grant Lempiere (Neuseeland) |
| 1. Juni 1991 | Versuche: Faʻamasino Lima (3) Vaega Erhöhungen: Vaega (4) Straftritte: Vaega (3) Dropgoals: Bachop | (16:6) Bericht | Versuche: Naisoro Natuilagilagi Olsson Vonolagi Erhöhungen: Dau (2) Straftritte: Dau | Apia Park, Apia Zuschauer: 10.000 Schiedsrichter: Grant Lempiere (Neuseeland) |

| 8. Juni 1991 | Fidschi                                                                                               | 34 : 4         | Tonga            | National Stadium, Suva Zuschauer: 4.000 Schiedsrichter: Grant Lempiere (Neuseeland) |
| 8. Juni 1991 | Versuche: Kubuwai Naisoro Rabaka Rauluni Seru Tabulutu Erhöhungen: Dau Rabaka Straftritte: Rabaka (2) | (10:4) Bericht | Versuche: Fifita | National Stadium, Suva Zuschauer: 4.000 Schiedsrichter: Grant Lempiere (Neuseeland) |